# Język kinaraya
Język kinaraya – język filipiński używany przez ok. 433 tys. osób na zachodnim wybrzeżu filipińskiej wyspy Panay. Jeden z języków bisajskich. W języku kinaraya prowadzona jest testowa wersja Wikipedii.